# Two Ocean Lake
Der Two Ocean Lake ist ein Bergsee im US-Bundesstaat Wyoming. Er liegt im Nordwesten des Grand-Teton-Nationalparks, auf einer Höhe von 2103 Metern. Am östlichen Ende ist der Two Ocean Lake über eine Straße erschlossen. Er kann in etwa drei Stunden auf einem rund zehn Kilometer langen Wanderweg umrundet werden.
Über einen nicht benannten, teilweise begradigten Wasserlauf entwässert der See zum Pacific Creek, den Snake River und den Columbia River ausschließlich in den Pazifik. Der See ist nach dem ca. 40 km nordöstlich gelegenen Two Ocean Pass benannt, der sowohl in den Pazifik als auch den Atlantik entwässert.